# 徳島市上八万中学校
徳島市上八万中学校（とくしまし かみはちまんちゅうがっこう）は、徳島県徳島市下町本丁にある公立中学校。

## 沿革
- 1947年（昭和22年） - 名東郡上八万中学校を創立。
- 1955年 - 徳島市との合併に伴い徳島市上八万中学校と改称。
- 1955年 - 体育館落成。
- 1981年 - 新校舎落成。
- 1994年（平成6年） - 徳島市健康最良校として市教委より表彰。学校環境衛生優秀校として市教委・市学校保健協力より表彰。
- 1998年 - 障害児学級開設。

## 校歌
- 作詞: 盛次郎
- 作曲: 近藤良三

## 部活動

### 体育部
- ソフトボール（男子）
- サッカー（男子・女子）
- バスケットボール（男子・女子）
- ソフトテニス（女子）

### 文化部
- 音楽（男子・女子）
- 美術（男子・女子）

## 関連学校
- 徳島市立上八万小学校
- 徳島市立一宮小学校
- 徳島市立八万南小学校

## 通学区域が隣接している学校
- 徳島市南部中学校
- 徳島市八万中学校
- 徳島市加茂名中学校
- 徳島市国府中学校
- 徳島市入田中学校
- 神山町立神山中学校
- 佐那河内村立佐那河内中学校